# Morsacanthus nemoralis
Morsacanthus es un género monotípico de plantas con flores perteneciente a la familia Acanthaceae. El género tiene una especie de hierbas: Morsacanthus nemoralis, que es originaria de Brasil.

## Taxonomía
Morsacanthus nemoralis fue descrita por Carlos Toledo Rizzini y publicado en Revista Brasileira de Biologia 12: 261. 1952.